# Església de Sant Jaume (Lledó d'Algars)
L'església de Sant Jaume de Lledó d'Algars (Matarranya) és una església gòtica del segle xiv.
És una església senzilla, de carreus ben escairats i volum compacte, trencat només per una petita torrassa de base poligonal, situat en un extrem de la façana i per on puja l'escala de cargol que van al cor, i a l'altre extrem de la mateixa façana un campanar de cadireta.
Té una única nau de línies gòtiques pures amb capçalera recta. L'espai interior és ampli i diàfan, accentuat per la gran altura de la nau, que es cobreix amb volta de canó apuntat, mentre que la capçalera es cobreix amb una volta de creueria, amb l'anyell pasqual representat a la clau. Als segles xvi i xvii s'h van afegir dues petites capelles laterals a la nau, aprofitant el gruix del mur, i dues capelles rectangulars a la capçalera.
La portalada és d'arc apuntat i té sis arquivoltes amb traceria lobulada. A sobre té un finestral amb arc ogival i a la façana oposada, a la capçalera, hi ha un òcul.